# 9115 Баттісті
9115 Баттісті (9115 Battisti) — астероїд головного поясу, відкритий 27 лютого 1997 року.
Тіссеранів параметр щодо Юпітера — 3,519.